# L'ange et les saintes femmes
L'ange et les saintes femmes è un cortometraggio del 1903 diretto da Lucien Nonguet e Ferdinand Zecca. Ventiseiesimo episodio del film La Vie et la Passion de Jésus-Christ (1903), che è composto da 27 episodi.

## Trama
Maria Maddalena visita la tomba di Gesù meravigliandosi di trovarla vuota. Gli angeli spiegano e le donne partono dimostrando la propria gioia.